# Svijaga
Svijaga (russisk: Свия́га, tr. Svijága; tatarisk: Зөя; tjuvasjisk: Сĕве; marisk: Сӱйэ) er en flod i Uljanovsk oblast og Republikken Tatarstan i Den Russiske Føderation.

## Geografi
Svijaga er 375 km lang, har et afvandingsareal på 16.700 km² og en årlig gennemsnitlig vandføring på 34 m³/sek. Bredden af floden er 5-40 m, dybden 0,3-4,0 m og strømningshastigheden af 0,1-1 m/s..
Floden udspringer på den østlige skråning af Volgaplateauet i Kuzovatovskij rajon og har tre kilder. Den vigtigste kilde anses for at være beliggende på en bakke (332 moh.), 5 km mod sydvest for landsbyen Kuzovatovo. Den anden kilde springer i nærheden af landsbyen Krasnaja Poljana og den tredje springer vest for landsbyen Bajevka. Svijaga flyder fra nord til syd parallelt Volga på plateauet. Flodlejet er bredt og strømhastighede er lav, vandybden er ringe, kun omkring 0,6 m. Floden munder ud i Svijazjskijbugten i Kujbysjevskojereservoiret. Svijaga fryser til i november eller begyndelsen af december, isen bryder igen i april. Floden er kendetegnet ved kraftig forårsflom og lange perioder med lavvande.

## Bifloder
Floden har 79 bifloder, hvoraf 10 er fra 40 til 176 km lange. Nogle af de vigtigste bifloder er: Timersjanka (25 km), Tsilna (59 km), Karla (89 km), Bula (118 km), Ulema (72 km), Kubnja (176 km), Arja (49 km), Tosja (16 km) og Birlja (48 km).

## Faunaen
I Svijaga lever der 16 fiskearter bl.a. gedde, aborre, karusse, sandart, brasen, blege, rudd, løje, skalle, karpe, regnløje, hork, sabelkarpe og rimte. I den nederste del af floden fiskeriet mere givende og miljømæssigt sikrere end i den øverste. I flodens plankton lever 48 arter af hjuldyr (inklusive 7 sjælden), 47 arter af dafnier (herunder 3 sjælden) og 28 arter af krebsdyr (herunder 3 sjældne) samt 58 arter af alger og 22 arter af bundlevende organismer.

## Økonomisk brug
Floden har stor økonomisk betydning for regionen, den er en transportvej af lokal betydning, en vigtig kilde til drikkevand, herunder vand, der anvendes der anvendes i industrien.
I 50 år blev opført små vandkraftværker på floden, de mest berømte er Deusjevskaja og Kijatskaja. Svijaga er alvorligt forurenet, og vandet overskrider grænsevædierne på flere parametre, bl.a. vedrørende mineralske olier og phenoler. Resultatet er, at badning i Svijaga forbudt.